# Szonowice
Szonowice (niem. Schondorf, Schonowitz) – wieś w Polsce położona w województwie śląskim, w powiecie raciborskim, w gminie Rudnik. Miejscowość znajduje się w środkowo-północnej części gminy. Jej powierzchnia wynosi 4,71 km², liczy 264 mieszkańców.
Szonowice po raz pierwszy wzmiankowano w 1383 roku. Miejscowość stanowi jednostkę pomocniczą gminy: sołectwo Szonowice, w którego skład nie wchodzi już żadna inna miejscowość. Układ wsi stanowi pięć ulic: Konopnickiej, Obrońców Pokoju, Słowackiego, Wiosenna i Wygon.

## Położenie
Szonowice leżą w Kotlinie Raciborskiej, w południowo-zachodniej części województwa śląskiego, nad Odrą. Wieś położona jest na pagórkowatym terenie i otaczają ją pola, lasy i łąki.
Pod względem administracyjnym wieś należy do gminy Rudnik (leży w jej środkowo-północnej części), powiatu raciborskiego i województwa śląskiego.
Od północy wieś graniczy z Dolędzinem i Ponięcicami, od wschodu z Czerwięcicami, od zachodu z Modzurowem, a od południa ze Strzybnikiem.
Szonowice mają powierzchnię 4,71 km² (6,37% powierzchni gminy) oraz 264 mieszkańców (5,23% mieszkańców gminy).

## Geografia

### Morfologia terenu
Szonowice leżą w makroregionie Niziny Śląskiej, w obrębie regionów: Płaskowyż Głubczycki i Kotlina Raciborska.

### Klimat
Klimat jest łagodny, głównie poprzez sąsiedztwo rzeki Odry, a także obecność kompleksów leśnych we wschodniej części województwa opolskiego. Mała odległość od wylotu Bramy Morawskiej sprawia, że napływają tutaj masy ciepłego powietrza. Średnia temperatura roczna kształtuje się między 7 °C a 8 °C. W lipcu, który jest najcieplejszym miesiącem, temperatura waha się od 17 °C do 18 °C, a w najzimniejszym – styczniu waha się między 2 °C a 3 °C. Czas trwania okresu wegetacyjnego wynosi od ok. 210 do 230 dni, a przymrozki trwają od 80 do 100 dni w ciągu roku, natomiast pokrywa śnieżna zalega od 60 do 90 dni. Opad śródroczny oscyluje wokół 600–900 mm. Wiatry są przeważnie słabe, ok. 42% wieje z kierunku zachodniego i południowo-zachodniego, przynosząc ciepłe masy powietrza z Europy Zachodniej i basenu Morza Śródziemnego. Średnia prędkość wiatru w ciągu roku wynosi ok. 2,2 m/s.

### Hydrologia
W Szonowicach swoje źródła ma rzeka Dzielniczka, lewobrzeżny dopływ Odry, która płynie w kierunku północnym poza granice gminy Rudnik. Oprócz tego we wsi ma swoje źródło potok, który płynie w kierunku wschodnim i uchodzi do Odry.

## Podział administracyjny

### Części wsi
| SIMC    | Nazwa | Rodzaj    |
| ------- | ----- | --------- |
| 0221014 | Wygon | część wsi |

### Ulice
| SIMC  | Nazwa           |
| ----- | --------------- |
| 09182 | Konopnickiej    |
| 14642 | Obrońców Pokoju |
| 20286 | Słowackiego     |
| 24364 | Wiosenna        |
| 24987 | Wygon           |

## Demografia
W 2016 roku w Szonowicach ludność w wieku przedprodukcyjnym na 100 mieszkańców wynosiła 17,05, co uplasowało wieś powyżej średniej w gminie (16,95). Natomiast ludność w wieku produkcyjnym wynosiła 68,56 (średnia w gminie – 66,90), a w wieku poprodukcyjnym – 14,39 (średnia w gminie – 16,25). Stosunek mieszkańców w wieku poprodukcyjnym do mieszkańców w wieku produkcyjnym wynosił 21% (średnia w gminie – 24%). Mediana wieku mieszkańców wynosi 49 lat (średnia w gminie - 47,11%). Na 100 mieszkańców wsi 51,38 stanowią kobiety, a 48,62 stanowią mężczyźni.
Saldo migracji w 2016 roku wyniosło -5, a wskaźnik na 100 osób wynosi -1,89. W 2016 roku urodziło się jedno dziecko, co przełożyło się na przyrost naturalny na 100 osób wynoszący 0,38.
| Rok  | Liczba ludności | Gęstość zaludnienia (os./km²) |
| ---- | --------------- | ----------------------------- |
| 2004 | 292             | 62                            |
| 2008 | 286             | 60,7                          |
| 2011 | 279             | 59,2                          |
| 2016 | 264             | 56,05                         |

## Nazwa

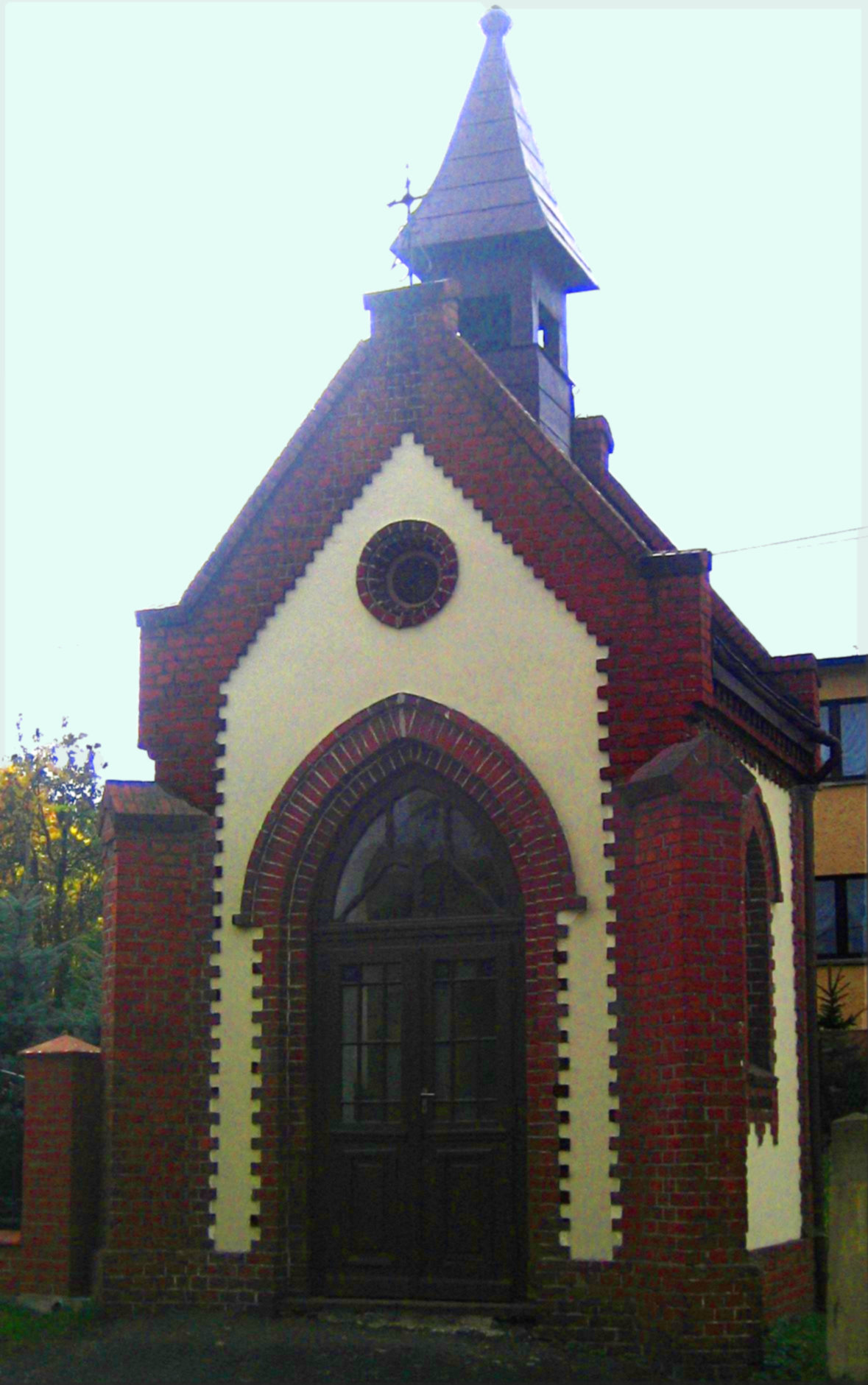
Kapliczka św. Jana Nepomucena przy ul. Obrońców Pokoju

Topograficzny opis Górnego Śląska z 1865 roku notuje wieś pod zgermanizowaną nazwą Schonowitz we fragmencie: "Schonowitz (1531 Schonowitze)". W latach 1936–1945 wieś nosiła nazwę Schondorf.

## Historia
Pierwszy raz wieś wzmiankowano w 1383 roku jako Schonowitz. W 1531 roku wieś jest wzmiankowana jako Schonowice. Znajdowała się posiadłość ziemska, pod którą podlegały Szonowice. W 1870 roku został wzniesiony tutaj pałac, w którym mieszkał m.in. Carl von Wrochem wraz z małżonką Olgą. To właśnie rodzina Wrochem sprowadziła do wsi zakonnice, które założyły Katolicką Stację Sióstr św. Zofii, która zajmowała się osobami chorymi i starszymi. Stacja również prowadziła przedszkole dla miejscowych dzieci. Na początku XIX wieku we wsi znajdowała się gospoda, piekarnia, mleczarnia i liczne warsztaty rzemieślnicze.
W latach 1975–1998 miejscowość administracyjnie należała do województwa katowickiego.

## Gospodarka i transport
Przez wieś przebiega droga krajowa nr 45 oraz prowadzące do niej dwie drogi powiatowe – S3520 o długości 2,6 km (do Ponęcic) S3521 o długości 1,7 km (z Modzurowa). We wsi znajduje się jedyna stacja paliw na terenie gminy Rudnik.
Na terenie wsi znajdują się dwa przystanki zbiorowego transportu publicznego.
W 2016 roku we wsi zarejestrowano 14 podmiotów gospodarczych, 161 osób pozostaje aktywna zawodowo. Liczba bezrobotnych na 100 mieszkańców wynosiła 2,27, natomiast wskaźnik długotrwale bezrobotnych na 100 mieszkańców wyniósł 1,52. Liczba bezrobotnych bez kwalifikacji zawodowych na 100 mieszkańców wynosiła 0,38. W Szonowicach nie zarejestrowano bezrobotnych do 25 roku życia.
We wsi działa 19 podmiotów gospodarczych, które działają w następujących branżach: rolnictwo, leśnictwo, łowiectwo i rybactwo (3), przetwórstwo przemysłowe (1), budownictwo (7), handel hurtowy i detaliczny, naprawa samochodów (2), działalność związana z zakwaterowaniem i gastronomiczna (1), działalność związana z obsługą rynku nieruchomości (1), edukacja (2), działalność związana z kulturą, rozrywką i rekreacją (1), działalność usługowa (1).

## Religia
Szonowice należą do parafii Trójcy Świętej w Modzurowie, dekanatu Łany, diecezji opolskiej.

## Infrastruktura i architektura
Wszystkie gospodarstwa domowe jak i firmy korzystają z sieci wodociągowej, jednak na terenie wsi nie istnieje sieć kanalizacyjna.
Na terenie wsi znajduje się 70 budynków wybudowanych przed 1989 rokiem. Średnia powierzchnia lokalowa na osobę wynosi 31 m². W Szonowicach znajduje się siedem zabytków.

### Zabytki i obiekty turystyczne
Przy ul. Słowackiego znajduje się pałac z 1870 roku (przekształcony na budynek mieszkalny) i park ze starodrzewiem, a także  obora z XIX wieku stanowiąca część przypałacowego folwarku.
Przy ul. Słowackiego (nr 4) znajduje kapliczka domkowa z XIX wieku. Kapliczka jest murowana z cegły i częściowo otynkowana ze sklepieniem krzyżowo-żebrowym. W środku znajduje się w centrum drewniany, neogotycki ołtarzyk, a po bokach drewniane, polichromowane figury św. Jana Nepomucena i św. Urbana.
Przy ul. Obrońców Pokoju (nr 10) kapliczka św. Jana Nepomucena z końca XIX wieku. Kapliczka jest murowana z cegły.
Przy ul. Słowackiego stoi krzyż przydrożny. Przy ul. Konopnickiej (nr 8) znajduje się krzyż przydrożny z końca XIX wieku. Jest to krzyż kamienny z postacią Chrystusa na postumencie z niszą, w której znajduje się figura Matki Boskiej Bolesnej.
| Nr ewidencyjny | Obiekt                            | Forma ochrony                      | Adres                  |
| -------------- | --------------------------------- | ---------------------------------- | ---------------------- |
| 3              | dworek, XIX w.                    | wpis do gminnej ewidencji zabytków | ul. Słowackiego        |
| 2              | obora, XIX w.                     | wpis do gminnej ewidencji zabytków | ul. Słowackiego        |
|                | kapliczka murowana, koniec XIX w. | wpis do gminnej ewidencji zabytków | ul. Obrońców Pokoju 10 |

W Szonowicach znajdowało się dziewięć stanowisk archeologicznych z epoko neolitu, kamienia i średniowiecza. Dwa z nich zostały wpisane do wojewódzkiego rejestru zabytków.
Przez wieś przebiega trasa rowerowa 342–Y (Modzurów → Szonowice → Ponięcice → Sławików) oznaczona kolorem żółtym.

## Kultura, oświata i sport
W Szonowicach znajduje się filia Przedszkola Samorządowego z Rudnika, a także Szkoła Podstawowa przy ul. Konopnickiej 2, które tworzą Zespół Szkół Ogólnokształcących. Przed reformą oświaty w 2017 roku we wsi działało również gimnazjum. W 2016 roku 122 dzieci uczęszczało do Zespołu Szkół Ogólnokształcących, w tym do szkoły podstawowej –, a do gimnazjum – 59.
Średnie wyniki egzaminów w szkole podstawowej w 2016 roku wyglądały następująco: matematyka – 73; język polski – 49,4; a język angielski – 70. Średnie wyniki egzaminów w gimnazjum wyglądały następująco: matematyka – 45,47; język polski – 50,05; język angielski – 60,08; język niemiecki – 73,28; historia i WOS – 48,21; a przyroda – 49,2.
W Szonowicach również działa świetlica wiejska, której zadaniem jest działalność kulturalna na terenie wsi. Najbliższa biblioteka znajduje się w Rudniku i Łubowicach, ale wsi jest zlokalizowany punkt biblioteczny, w którym zarejestrowanych jest 132 czytelników.
W Szonowicach znajduje się sala gimnastyczna w Zespole Szkół Ogólnokształcących. We wsi nie działa żaden klub ani sekcja sportowa.

## Bezpieczeństwo, opieka zdrowotna i społeczna
W Szonowicach znajduje się Punkt Lekarski. Najbliższe apteki znajdują się w Rudniku i Łubowicach. Najbliższy szpital znajduje się w Raciborzu. Najbliższy Ośrodek Pomocy Społecznej znajduje się w Rudniku.
W 2016 roku 17 osób zwróciło się do Ośrodka Pomocy Społecznej po wsparcie z powodu bezradności opiekuńczo-wychowawczej. Po pomoc do ośrodka ze względu na ubóstwo zwróciło się pięć osób, ze względu na problemy z alkoholem – trzy osoby, a w związku z niepełnosprawnością – 8. Z dożywiania korzystało dziewięć dzieci. Żadne z dzieci nie otrzymało stypendium socjalnego. W 2016 roku jedna rodzina korzystała z pomocy asystenta rodziny, a trzynaście rodzin korzysta z pomocy w ramach programu "500+".
W 2016 roku liczba przestępstw na 100 mieszkańców popełnionych we wsi wynosiła 2,27.
W Szonowicach działają trzy organizacje pozarządowe.